# 蒼ざめた午後
『蒼ざめた午後』（あお-ごご）は、東海テレビ制作・フジテレビ系列で、1971年1月11日～3月26日に放送された昼ドラマである。

## 概要
音楽　沖至          テーマ曲 作曲          内部曲の一部作曲と演奏
ミュージシャン ； 菊池雅洋 ピアノ, 長谷川伸二 フルート Sax , 紙上 理 ベース,
久富 保 ドラムス， 沖 至  トランペット

## キャスト
- 宗方勝巳
- 亀井光代
- 北条清
- 土屋信之

## スタッフ
- 監督:斉村和彦
- 脚本:下飯坂菊馬、八木下長太郎